# 高村乡 (赵县)
高村乡，是中华人民共和国河北省石家庄市赵县下辖的一个乡镇级行政单位。

## 行政区划
高村乡下辖以下地区：
南田村、高村、东大章村、西大章村、西辛庄村、辛卜庄村、北泥河村、南泥河村、西封斯一村、西封斯二村、西封斯三村、东封斯一村、东封斯二村、猛公村、北王村、南王村、北庄村、西江村、白沟驿村、市庄村、东大里寺村、西大里寺村和段村。